# Ouragan Michael
Pour les articles homonymes, voir Cyclone tropical Michael.
L’ouragan Michael est le quatorzième système tropical, le treizième nommé et le septième ouragan de la saison cyclonique 2018 dans l'océan Atlantique nord. Dès le 2 octobre, un centre dépressionnaire mal organisé a commencé à être suivi par le NHC au large du Nicaragua. Il est devenu une dépression tropicale potentielle le 6 octobre, une tempête tropicale le lendemain, puis un ouragan le 8. Le 9 octobre à 21 h UTC, il est passé à la catégorie 3, devenant le second ouragan majeur de la saison 2018 tout en se dirigeant vers la côte du Panhandle de Floride, puis la catégorie 4 le 10 octobre au matin. À 18 h UTC le même jour, l’œil de Michael a touché la côte près de Mexico Beach, ses vents soutenus étant de 250 km/h et sa pression centrale de 919 hPa le plaçant donc à la catégorie 4 de l'échelle de Saffir-Simpson. Cependant, dans le rapport final du NHC, Michael fut rehaussé à la catégorie 5 avec des vents de 260 km/h, devenant ainsi le 4e ouragan à frapper les USA à cette intensité depuis 1935. Il égalise en termes de vents moyens ceux de l'ouragan Andrew, lors de son impact fin août 1992.
C’était le premier ouragan de catégorie 5 à frapper la Floride depuis l’ouragan Andrew en 1992. Il est classé par sa pression comme le troisième ouragan de l'Atlantique le plus intense à avoir jamais touché terre aux États-Unis. Michael a fait 72 morts, le plus meurtrier de la saison 2018, et des dégâts de plus de 25,0 milliards $US
À cause des dégâts et des pertes de vie causés par cet ouragan, l'Organisation météorologique mondiale a retiré Michael des listes futures de noms d'ouragans. Il sera ainsi remplacé par Milton sur la liste de 2024.

## Évolution météorologique

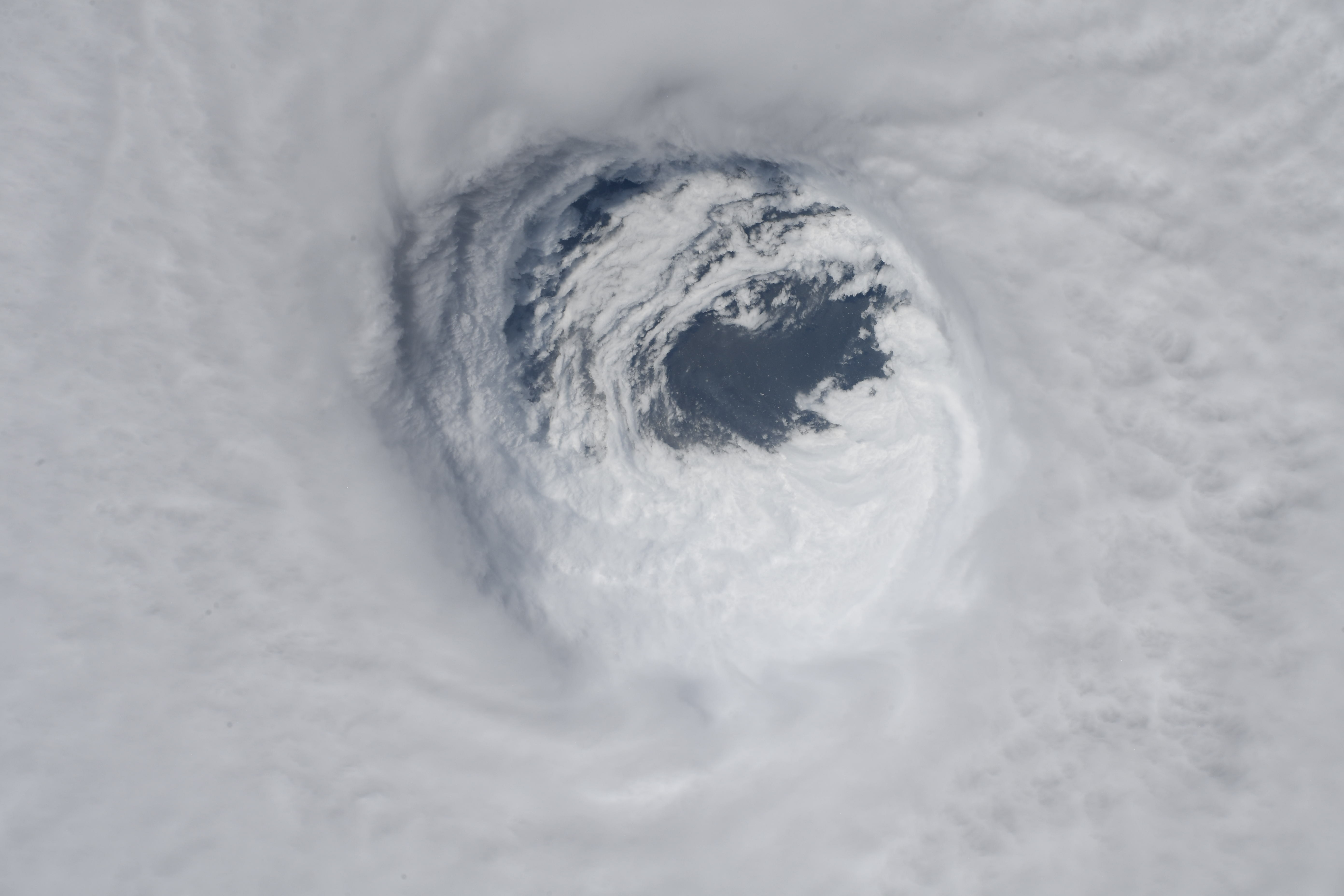
L’œil de l'ouragan Michael depuis la Station spatiale internationale le 10 octobre

Image au radar météorologique de l'arrivée de Michael sur la côte de Floride.

Variation de la pression, des vents et de la vitesse de déplacement de Michael du 5 au 13 octobre.

Le 2 octobre, le NHC commença à suivre une perturbation tropicale dans l'ouest de la mer des Caraïbes. Durant plusieurs jours, elle demeura assez désorganisée mais les modèles de prévision montraient qu'elle entrerait éventuellement dans une zone favorable à son développement près de la péninsule du Yucatán. Le 6 octobre à 20 h UTC, le NHC envoya son premier bulletin à propos d'une dépression tropicale potentielle à 280 km au sud de Cozumel (Mexique) qui fut nommée Quatorze.
Le lendemain matin, le NHC annonça que la dépression avait atteint le statut de dépression tropicale et, en mi-journée, elle devint la tempête tropicale Michael à 145 km au sud de Cozumel. À 15 h UTC le 8 octobre, l'organisation et les données prises in situ par un avion de reconnaissance étaient assez convaincantes pour que le NHC rehausse Michael au niveau d'ouragan de catégorie 1 alors qu'il passait dans le canal du Yucatán, très près de Cuba.
Tôt le matin du 9 octobre, après être entré dans le golfe du Mexique où les conditions de température de la mer et de faible cisaillement étaient favorables, Michael est passé à la catégorie 2. À 21 h UTC, il est passé à la catégorie 3 à 470 km au sud de Panama City (Floride), devenant le second ouragan majeur de la saison 2018. Il se dirigeait alors vers la côte du Panhandle de Floride à près de 20 km/h.
À 12 h UTC le 10 octobre, Michael a atteint la catégorie 4 à 145 km de la côte avec une pression de 933 hPa et des vents de 230 km/h. Il dépassait ainsi l'intensité de l'ouragan Florence le mois précédent. À 18 h UTC, le National Hurricane Center émit un bulletin spécial mentionnant que l’œil de Michael avait touché la côte près de Mexico Beach, avec des vents soutenus de 250 km/h et une pression centrale de 919 hPa qui le plaçaient donc presque à la catégorie 5 de l'échelle de Saffir-Simpson. Ce n'est que le 19 avril 2019, après analyse a posteriori de la saison cyclonique 2018, que l'ouragan Michael s'est vu reclassé à la catégorie 5 lors de son impact en Floride, avec des vents moyens de 260 km/h,.
Après être entré dans les terres, Michael est passé de la Floride à la Géorgie en étant repassé en catégorie 3, avec des vents soufflant à 185 km/h. Il est alors devenu le premier ouragan majeur à frapper ce dernier État depuis 1898. En fin de soirée, l'ouragan était redescendu à la catégorie 1 à 70 km au sud-sud-ouest de Macon (Géorgie).
Le 11 octobre à 4 h UTC, avant de quitter la Géorgie, Michael avait perdu son statut d'ouragan et était redevenu une tempête tropicale en se dirigeant vers les Carolines, amenant de la pluie abondante sur cette région qui avait déjà été durement touchée lors du passage de l'ouragan Florence. Il a ensuite continué vers l'est de la Virginie avant de ressortir sur l'Atlantique près de Norfolk le 12 octobre à 3 h UTC, et de devenir post-tropical à 9 h UTC,.
Le puissant cyclone extratropical accéléra ensuite vers le nord-est, passant au sud des provinces de l'Atlantique du Canada et laissant des quantités significatives de pluie, ainsi que de forts vents, en Nouvelle-Écosse et sur le sud de Terre-Neuve. Le NHC prévoyait ensuite qu'il se dirigerait vers l'Europe. Le 15 octobre à 0 h UTC, l'ex-Michael se retrouvaient au sud-ouest de îles Britanniques. La dépression en diminution a atteint le nord-ouest de la péninsule Ibérique le 15 octobre, puis s'est dissipée en atteignant la Méditerranée.

## Préparatifs
Le 4 octobre, alors que Michael n'était encore qu'une dépression non tropicale, le NHC mentionnait dans ses communiqués que le système donnait des pluies diluviennes sur l'est du Nicaragua et le Honduras, orientant les populations vers les bulletins d'avertissement de leurs pays respectifs.

### Yucatán et Cuba
Les premières alertes cycloniques émises concernaient la péninsule du Yucatán et l'ouest de Cuba (province de Pinar del Río et l'île de la Jeunesse) le 6 octobre. L'état-major national de la défense civile de Cuba mit en branle son plan d'intervention pour les provinces occidentales de l'île. Les autorités de Pinar del Rio ont suspendu leurs activités et celles du secteur agricole, adoptant des mesures visant à protéger la population et les ressources économiques. Dans les zones de culture du tabac, où débute la récolte de quelque 20 000 hectares, les infrastructures furent protégées et les drainages renforcés afin de minimiser les effets de l'ouragan.

### États-Unis

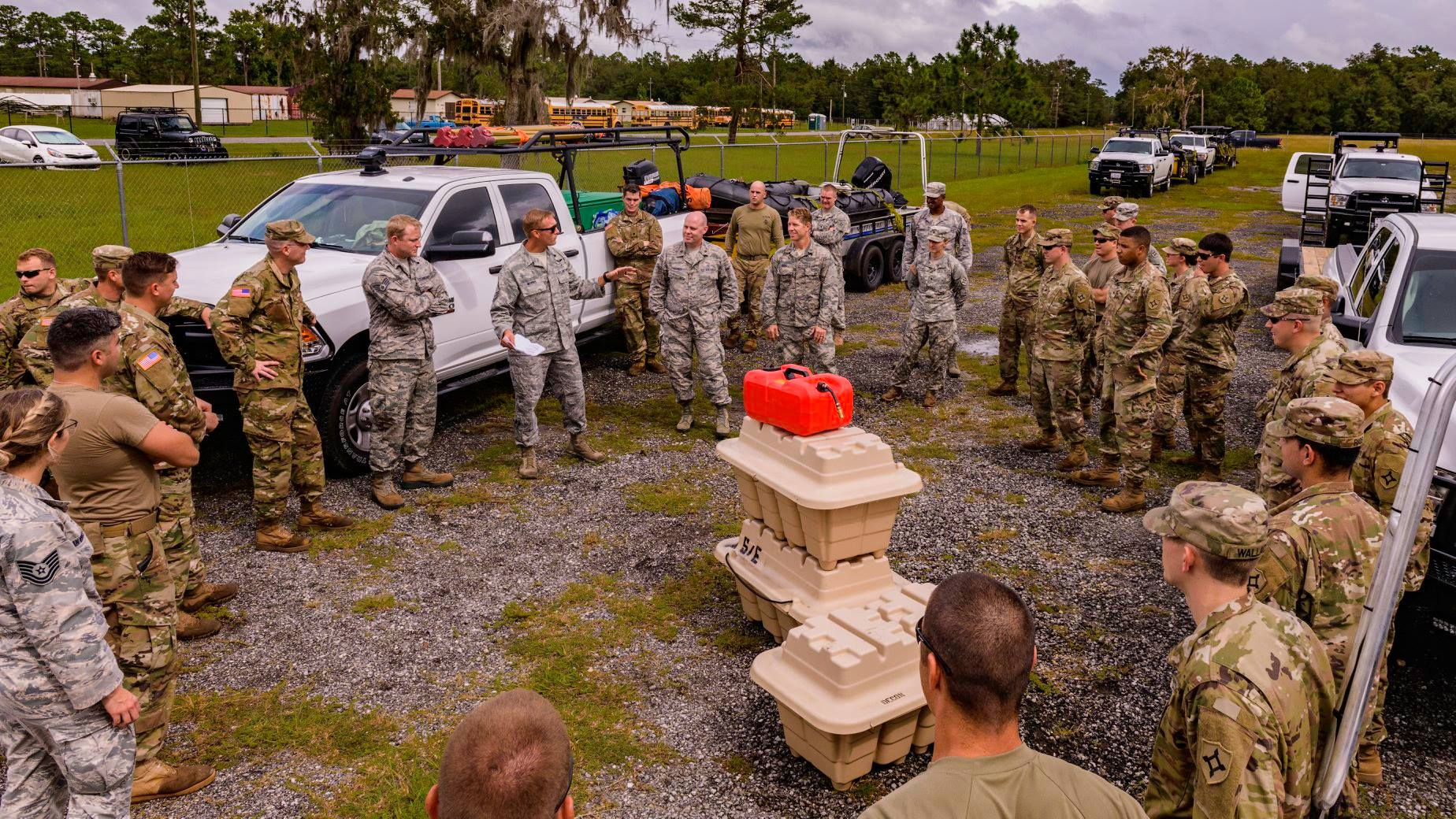
Soldats de la Garde nationale de Floride en préparation pour l'arrivée de Michael.

Les alertes furent étendues à la côte américaine du golfe du Mexique, entre l'Alabama et la baie de Tampa en Floride, dès la nuit du 7 au 8 octobre. Dès le 7 octobre, le gouverneur de Floride, Rick Scott annonça que l'état d'urgence serait décrété si les prévisions continuaient à montrer que son État serait touché par un cyclone majeur et le 8 octobre, il a ordonné l'évacuation des zones côtières menacées. Le même jour, le gouverneur de Floride déclara l'état d'urgence pour 35 comtés et la gouverneure de l'Alabama, Kay Ivey, fit de même pour les côtes de son État. Selon la chaîne de télévision ABC, ces mesures affecteraient 120 000 personnes.
Les autorités universitaires ont fermé le campus principal de l'université d'État de Floride à Tallahassee et un campus satellite dans la ville de Panama City du 9 au 12 octobre, les activités reprenant le 15 octobre. L'université Florida A & M et le Tallahassee Community College ont décrété également la fermeture de plusieurs campus jusqu'au 14 octobre.
Les alertes furent graduellement étendues vers l'intérieur des terres des États du sud-est des États-Unis et à la côte des Carolines. Le 9 octobre, le gouverneur de Géorgie, Nathan Deal, a déclaré l'état d'urgence pour 92 comtés dans le sud et le centre de l'État. Plusieurs collèges et universités du sud de la Géorgie durent fermer leurs portes pendant quelques jours. Le 10 octobre, c'étaient 375 000 personnes qui étaient sous le coup d'un ordre volontaire ou obligatoire d'évacuation alors que la tempête approchait de la côte.

## Impact
| Pays       | Décès | Disparus |
| ---------- | ----- | -------- |
| Cuba       | 0     |          |
| Honduras   | 8     |          |
| Nicaragua  | 4     |          |
| Salvador   | 3     |          |
| États-Unis | 57    |          |
| Total      | 72    |          |

### Amérique centrale
L'effet combiné du faible précurseur de Michael et d'une perturbation dans l'océan Pacifique a provoqué d'importantes inondations en Amérique centrale avant le 6 octobre. Plus de 22 700 personnes furent directement touchées au Honduras, Salvador, Nicaragua et Costa Rica. Au moins 15 décès furent rapportés : 8 au Honduras, 4 au Nicaragua et 3 au Salvador,. Au Nicaragua, selon le gouvernement, près de 2 000 maisons furent endommagées et 1 215 personnes se sont réfugiées chez des proches ; d'autres étant transférées par les autorités dans des abris temporaires. Au total, 253 maisons furent inondées au Salvador et 180 personnes touchées au Honduras.
Les dommages dans ces pays était estimé à plus de 100 millions $US au 12 octobre.

### Cuba
Selon le service météorologique de Cuba, il est tombé au cap San Antonio près de 60 millimètres de précipitations et on enregistra des vents allant jusqu'à 97 km/h entre 7 et 9 h locale le 8 octobre. Les vents violents brisèrent arbres et poteaux électriques, laissant environ 70 % de l'île de la Jeunesse et 200 651 personnes de la province de Pinar del Río sans courant électrique,. Les autorités ont envoyé 500 travailleurs de l'énergie dans la région pour rétablir l'électricité.

### États-Unis

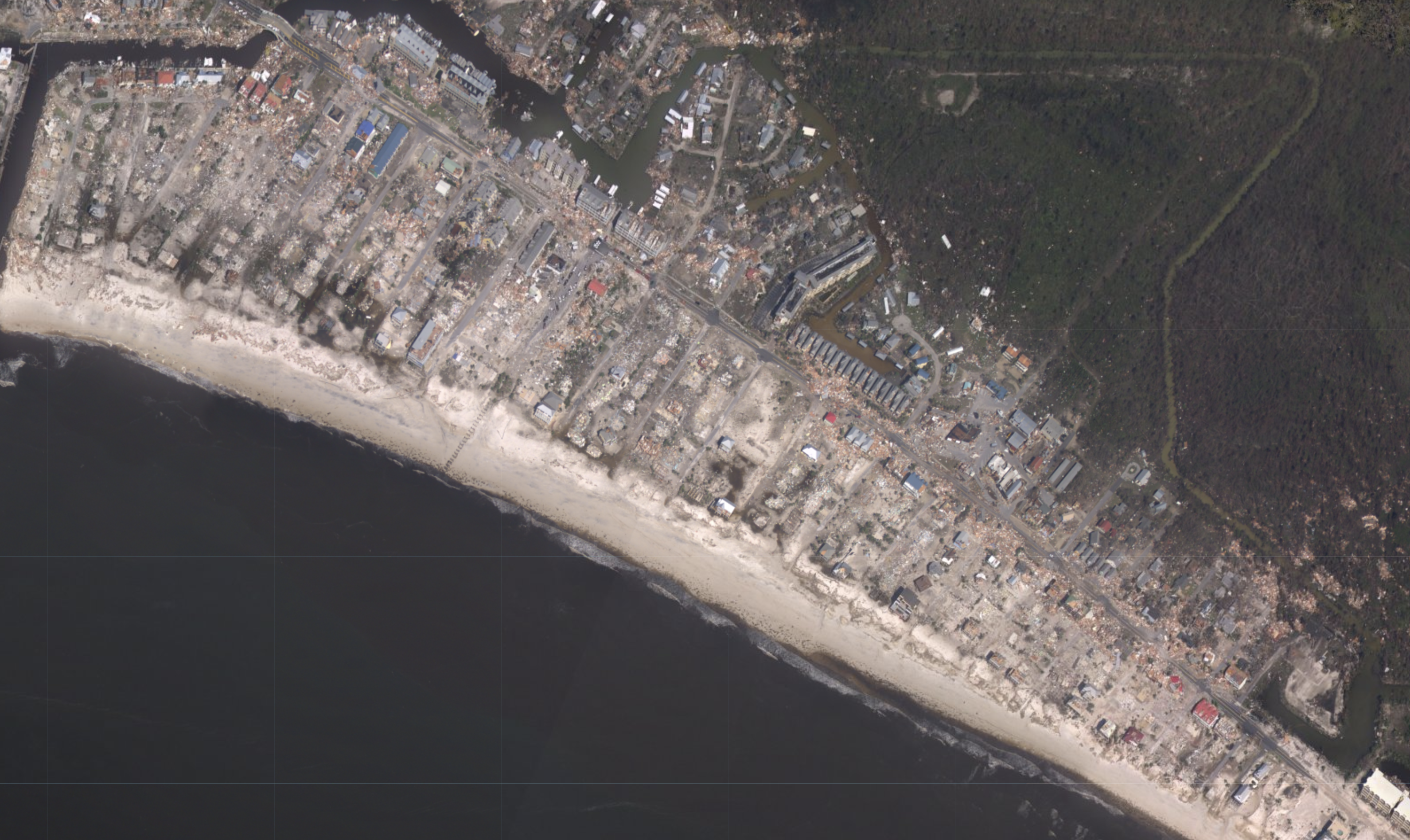
Dévastation laissée par Michael à Mexico Beach (Floride).

Au 6 février 2019, les dommages étaient estimés à 25 milliards $US, dont : 6 milliards $US aux avions de la base aérienne Tyndall Air Force Base, au moins 3,3 milliards en réclamation d'assurances, et 5,18 milliards $US en pertes agricoles,. Les autorités recensaient 57 décès.
Au moins 1,15 million de clients furent privés de courant dans sept États, dont 383 000 en Virginie, 365 000 en Caroline du Nord et 301 613 en Floride.

#### Floride
Les vents soutenus rapportés par des stations météorologiques terrestres ont atteint jusqu'à 191 km/h à Tyndall Air Force Base près de Panama City (Floride), avec des rafales jusqu'à 208 km/h. Une station a aussi signalé une surcote de 2,3 m à Apalachicola. Des vidéos de maisons submergées, de débris flottant et de morceaux de toits volant dans les airs ont rapidement circulé sur les réseaux sociaux.
À Mexico Beach, de nombreuses maisons et de solides constructions, dont des hôtels, furent rasées par la tempête et plusieurs toits se sont retrouvés en travers de la route 98. La Garde nationale a dû sauver une vingtaine de personnes des 285 habitants restés malgré l'ordre d'évacuation. Panama City ressemblait à une zone de guerre, selon des médias américains. Des arbres sont tombés sur des lignes électriques ou en travers des routes, des façades furent arrachées. Dans la marina, des voiliers ont été projetés les uns contre les autres. Selon un communiqué deux hôpitaux de la ville furent endommagés. La base aérienne de Tyndall fut lourdement endommagée alors que presque toutes les maisons de la base furent touchées, ainsi que plusieurs Lockheed Martin F-22 Raptor et autres aéronefs de l’USAF n'ayant pu être évacués furent endommagés. Les dégâts sont estimés à plus de 5 milliards de dollars.
Des débris sur l'Interstate 10 ont entraîné la fermeture de la chaussée entre le lac Séminole et Tallahassee, une distance d'environ 130 km. À Tallahassee, un certain nombre d'arbres sont tombés dans la ville et environ 110 000 entreprises et maisons furent privées d'électricité et un système d'égout est tombé en panne. À Chattahoochee, le Florida State Hospital, le plus ancien et le plus grand hôpital psychiatrique de l'État, fut isolé et dû être ravitaillé par hélicoptère.
Des inondations furent observées aussi loin qu'au nord de la région de Tampa Bay, soit à plus de 480 km de l’œil de la tempête. Deux tornades mineures furent signalées dont l'une près de Gainesville,
Un premier décès fut signalé à Greensboro quand un arbre est tombé sur une maison. Le 28 octobre les autorités rapportèrent que le total de décès avec Michael était de rehaussé à 35, puis le 11 janvier 2019 à 47.

#### Géorgie
Les rafales de vent ont culminé à 185 km/h à Donalsonville et le vent a soufflé de 60 à 100 km/h aussi loin au nord qu’Athens et Atlanta. Au moins 127 routes à travers l'état furent bloquées par des arbres tombés ou des débris. Les vents ont également arraché les murs des maisons et brisé les fenêtres du centre des congrès d'Albany. Une tornade dans le comté de Crawford a endommagé sept maisons. Deux autres tornades mineures ont été confirmées en Géorgie, dont une qui a cassé des arbres juste au sud-ouest du centre-ville d'Atlanta dans la soirée du 10 octobre.
La situation d'urgence en matière de santé publique a été déclarée en Géorgie pour garantir que les personnes qui dépendent de Medicare et de Medicaid ont accès aux soins dont elles ont besoin. Le département de l'Agriculture de Géorgie a déclaré avoir reçu des informations selon lesquelles 84 poulaillers, qui auraient plus de deux millions de poulets, auraient été détruits pendant la tempête. Avec la récolte en cours, de nombreuses fermes dans le sud de Géorgie ont vu leurs cultures ravagées par la tempête et le commissaire l'Agriculture a déclaré qu'il s'attend à ce que les pertes dépassent 1 milliard de dollars sur des cultures comme le coton, les noix de pécan et les légumes d'automne.
Le 11 octobre, le décès d'une fillette de 11 ans fut signalé dans le comté de Seminole en Géorgie à la suite de la chute d'un arbre sur la maison qu'elle habitait.

#### Carolines
En Caroline du Nord, une personne a perdu la vie après qu'un arbre se soit effondré sur sa voiture selon le gouverneur de l'État. Les autorités rapportèrent deux autres décès le 12 octobre. Quatre tornades mineures furent signalées en Caroline du Sud,.

#### Virginie
Les services d'urgence de Virginie ont confirmé 5 morts liés à Michael le 12 octobre,. Sept tornades mineures furent signalées dans l'État près de Burkeville, Jamaica, Achilles, Lanexa, Mannboro et Danville,.

### Canada
Il est tombé de 40 à 70 mm de pluie sur la Nouvelle-Écosse alors que la tempête extratropicale Michael est passé bien au sud de la province.

## Secours aux sinistrés
Le 9 octobre, un jour avant l'ouragan Michael, le président Donald Trump a signé une déclaration d'urgence pour la Floride autorisant la Federal Emergency Management Agency (FEMA) à coordonner les efforts en cas de catastrophe. La déclaration autorisait également le financement de 75 % du coût des mesures de protection d’urgence et de l’élimination des débris de la tempête dans 14 comtés de la Floride. Le gouvernement fédéral a également pris en charge 75 % du coût des mesures de protection d'urgence dans 21 autres comtés. Le 11 octobre, le président Trump a déclaré une catastrophe majeure dans cinq comtés: Bay, Franklin, Gulf, Taylor et Wakulla. Les résidents du comté ont pu recevoir des subventions pour la réparation de leur logement, un abri temporaire, des prêts pour pertes de biens non assurés et des prêts commerciaux.
En raison des dégâts causés par la tempête en Géorgie, le président Trump a également signé une déclaration d'urgence pour la Géorgie. La déclaration autorisait le financement de 75 % du coût des mesures de protection d'urgence et de l'enlèvement des débris de la tempête dans 31 comtés de Géorgie et de 75 % du coût des mesures de protection d'urgence dans 77 autres comtés.

## Statistiques
Michael s'est hissé en 2018 parmi les plus violents ouragans :
- Avec des vents soutenus de 260 km/h, Michael est l'ouragan avec les plus forts vents depuis Andrew en 1992 (vents de 270 km/h) à toucher les États-Unis. De même, avec une pression centrale de 919 hPa au moment de toucher la côte de Floride, il avait la plus basse pression depuis Camille en 1969 (900 hPa)[58] ;
- Avec des vents moyens de 260 km/h lors de son impact direct, il devient donc le 4e ouragan de catégorie 5 à frapper les États-Unis depuis 1935, et le 34e à s'être formé sur le bassin Atlantique depuis 1924 ;
- Michael est à égalité au sixième rang des cyclones tropicaux ayant touché les États-Unis et ses territoires outre-mer avec l'ouragan Maria de 2017 et un typhon qui frappa Guam en 1900, ainsi que le quatrième plus puissant à avoir un impact sur les États-Unis contigus[59] ;
- Michael est le deuxième ouragan le plus intense, selon la pression, à toucher la Floride après l'ouragan de la fête du travail de 1935, ainsi que le troisième plus fort en raison du vent après l'ouragan de 1935 et Andrew[60] ;
- Michael est l'ouragan le plus intense jamais enregistré qui ait touché la côte durant le mois d'octobre dans le bassin de l'Atlantique nord (y compris le golfe du Mexique et la mer des Caraïbes)[61] et est le seul ouragan de la catégorie 5 à avoir touché terre en Floride en octobre ;
- Michael est le premier ouragan de catégorie 5 à frapper le panhandle de Floride depuis le début des annales fiables en 1851[62] ;
- Alors qu'il passait à l'intérieur des terres sur le sud-ouest de la Géorgie, Michael s'est affaibli à la catégorie 3 avec des vents de 185 km/h[12] mais devient le premier ouragan à frapper l’État en tant qu'ouragan majeur depuis 1898[63].
- Avec un coût matériel de 25.00 Mds de dollars US, il devient le dixième ouragan le plus coûteux du bassin Atlantique-Nord, si on prend en compte l'inflation depuis 1900. Pour les USA, il se classe même au huitième rang, juste devant l'ouragan Florence ayant eu lieu quelques semaines plus tôt.

## Retrait
Le 20 mars 2019, lors de la 41e session du comité des ouragans de l'Organisation météorologique mondiale, le nom Michael fut retiré de ses listes futures de noms en raison des graves dommages et pertes en vies humaines qu'il a causés, notamment dans le Panhandle de Floride et le sud-ouest de la Géorgie. Son nom ne sera plus jamais utilisé pour un autre ouragan de l’Atlantique et sera remplacé par Milton sur la liste de la saison 2024.